# Acanthopelma rufescens
Acanthopelma rufescens is een vogelspin uit het geslacht Acanthopelma. De soort is endemisch in Centraal-Amerika.